# Salvatorgarage

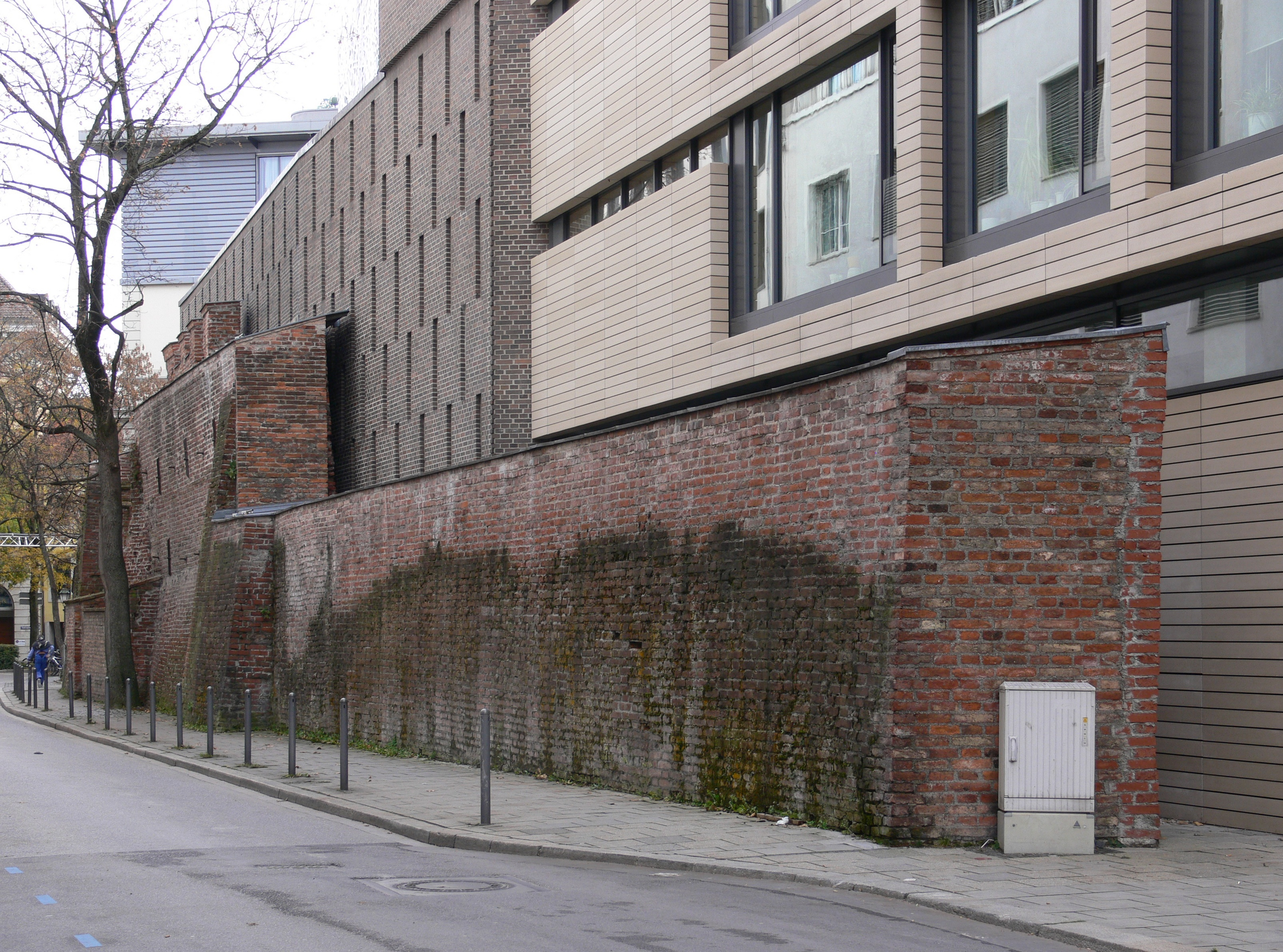
Salvatorgarage

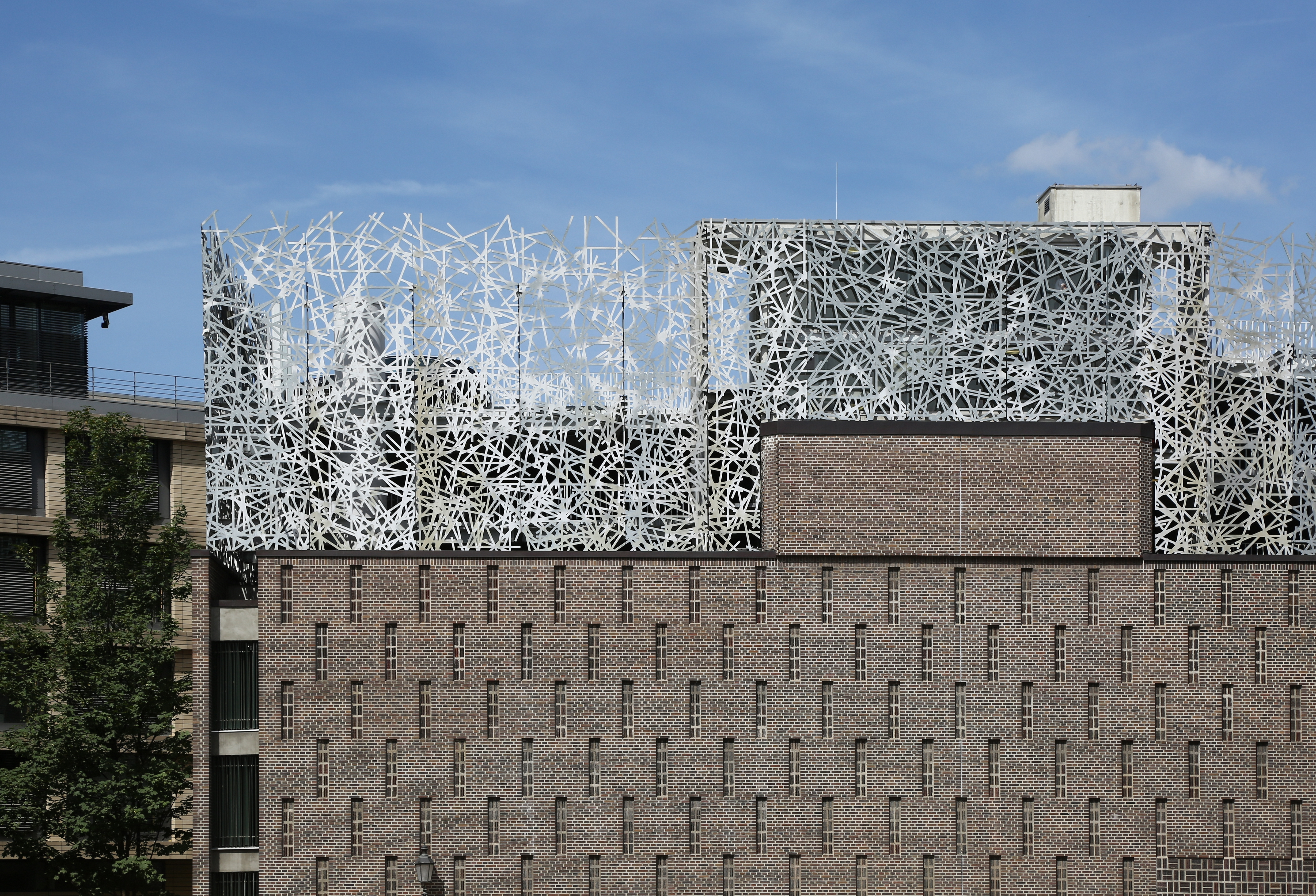
Südfassade der Salvatorgarage mit Aufstockung

Die Salvatorgarage ist ein Parkhaus in der bayerischen Landeshauptstadt München am Salvatorplatz. Dem Garagenbau ist zum Platz hin ein Büro- und Geschäftshaus vorgelagert. Der 1964–1965 vom Münchner Architekten Franz Hart erbaute Gebäudekomplex steht unter Denkmalschutz.
Die Salvatorgarage liegt am Salvatorplatz in der Münchner Innenstadt gegenüber der Salvatorkirche. An das Gebäude grenzen nicht nur die Reste der mittelalterlichen Stadtmauer, sondern auch der Jungfernturm. Die öffentliche Hochgarage bietet auf neun Ebenen ca. 465 Stellplätze, 30 Frauen- und fünf Behindertenstellplätze.
Bei der Materialwahl orientierte sich der Architekt Hart an den Resten der alten Stadtmauer, die er in den Backsteinbau der Garage einbezog.
Im Jahr 2006 wurde das Parkhaus nach den Plänen des Münchner Architekten Peter Haimerl nach einem Umbau um zweieinhalb Geschosse aufgestockt. Wichtigstes Gestaltungselement ist eine verzinkte Stahlfassade, die das Gebäude krönt und die neuen Etagen verblendet. Ausgehend von der denkmalgeschützten Backsteinfassade, wurde das Muster der verzinkten Fassade mit Hilfe eines Computers errechnet. Die Aufstockung wurde mehrfach mit Preisen ausgezeichnet:
- 1967: BDA Preis Bayern für Franz Hart
- 2006: Anerkennung, Renault Traffic Design Award für Peter Haimerl
- 2007: Besondere Anerkennung, Deutscher Verzinkerpreis für Peter Haimerl
- 2010: Preis für Stadtbildpflege der Stadt München für Peter Haimerl